# Blue Movie (film 1969)
Blue Movie è un film del 1969 di Andy Warhol.

## Trama
Un uomo e una donna vengono ripresi in casa, a New York, durante un pomeriggio di attività quotidiane: si fanno la doccia, mangiano, fanno l'amore e discutono sulla guerra in Vietnam.

## Produzione
Il film viene girato con una comune pellicola cinematografica da interni, sensibile alla luce artificiale. Ma la presenza di luce naturale che penetra sul set vira la dominante verso il blu. Da qui il nome della pellicola.